# 1999 CY118
1999 CY118 est un objet du disque des objets épars.

## Caractéristiques
1999 CY118 mesure environ 80 kilomètres de diamètre.